# Henryk Hałka
Henryk Hałka (ur. 18 lutego 1941 w Olchowcu, zm. 12 grudnia 1980 w Goleniowie) – podpułkownik pilot doktor Wojska Polskiego, dowódca 2 pułku lotnictwa myśliwskiego „Kraków”, kandydat do lotu w kosmos.

## Życiorys
W 1954 roku ukończył szkołę podstawową w Olchowcu, a cztery lata później liceum ogólnokształcące w Krasnymstawie. W 1960 roku wstąpił do Oficerskiej Szkoły Lotniczej im. Żwirki i Wigury w Radomiu, którą ukończył 31 marca 1963 roku. Otrzymał przydział do 30 pułku lotnictwa myśliwsko-szturmowego Marynarki Wojennej w Cewicach. W 1966 roku awansował na starszego pilota, a w rok później został mianowany dowódcą Klucza Rozpoznania Taktycznego w 15 eskadrze lotnictwa rozpoznawczego Marynarki Wojennej.
W 1969 roku rozpoczął studia w Akademii Sztabu Generalnego Wojska Polskiego w Rembertowie, które ukończył 26 lipca 1972 roku uzyskując tytuł oficera dyplomowanego. Został mianowany zastępcą dowódcy eskadry w 58 pułku szkolno-bojowym Oficerskiej Szkoły Lotniczej w Dęblinie, gdzie podjął prace analityczne dotyczące sposobów i metod osiągania wysokiego poziomu wyszkolenia w powietrzu. W 1972 roku został pomocnikiem szefa Oddziału Studiów i Programowania w Zarządzie Szkolenia Lotniczego Dowództwa Wojsk Lotniczych w Poznaniu. Od 29 listopada 1974 roku pełnił funkcję zastępcy do spraw liniowych dowódcy 2 pułku lotnictwa myśliwskiego „Kraków” w Goleniowie. 23 września 1975 roku został starszym oficerem w Oddziale Studiów i Programowania Zarządu Szkolenia Lotniczego DWL w Poznaniu. W roku 1976 był jednym z czterech polskich kandydatów do szkolenia w Centrum Wyszkolenia Kosmonautów im. J. Gagarina w Gwiezdnym Miasteczku pod Moskwą – Interkosmos grupa 1 – jednak został wykluczony z dalszych przygotowań (poleciał Mirosław Hermaszewski, a Zenon Jankowski został rezerwowym) . W 1977 roku w Akademii Sztabu Generalnego uzyskał tytuł doktora nauk wojskowych. 15 grudnia 1979 roku został mianowany dowódcą 2 plm „Kraków”. Wprowadził znowelizowane zasady doskonalenia personelu latającego i nawigatorskiego podczas grupowych ataków na cele powietrzne.
12 grudnia 1980 roku w trudnych warunkach atmosferycznych wykonywał lot treningowy na samolocie MiG-21. Tuż po starcie z lotniska w Goleniowie pilotowany przez niego samolot zapalił się i uderzył w ziemię w rejonie Wierzchosławia. Pilot zginął na miejscu, został pochowany na cmentarzu Junikowo w Poznaniu.
Posiadał uprawnienia pilota wojskowego klasy mistrzowskiej, do swej śmierci wylatał 1667 godzin na samolotach TS-8 Bies, MiG-15 UTI, Lim-1, Lim-6 i MiG-21.

## Ordery i odznaczenia
- Krzyż Oficerski Orderu Odrodzenia Polski (pośmiertnie),
- Srebrny Krzyż Zasługi,
- Srebrny Medal „Siły Zbrojne w Służbie Ojczyzny”,
- Brązowy Medal „Siły Zbrojne w Służbie Ojczyzny”,
- Brązowy Medal „Za zasługi dla obronności kraju”.
- Odznaka Pilota.